# 中華民國海軍
中華民國海軍，為中華民國國軍的海上武裝部隊，隸屬國防部海軍司令部，轄下有海軍艦隊指揮部、海軍陸戰隊指揮部、海軍教育訓練暨準則發展指揮部、海軍保修指揮部、海軍軍官學校等單位，總兵力約4.1萬，包含海軍陸戰隊兵力1萬。主要武器裝備是以主作戰艦、輔助艦艇、潛艦、海軍陸戰隊、海軍航空隊等核心戰力為主，以建立現代化海軍，並且以「高效質精、快速部署、遠距打擊」之海軍戰力作為目標，包括反封鎖能力、保存戰力等等。中華民國海軍在積極推進國艦國造程序，强調國防自主以適應需求，產生了磐石油彈補給艦、玉山級船塢運輸艦以及海鯤級潛艦等一系列現代艦艇。
《國防報告書》指出中華民國海軍的任務是：「平時臺灣海峽偵巡，確保海域安全，主動協助地方災害防救；戰時聯合友軍遂行反制與阻敵對我之海上封鎖或武力進犯，並擊滅進犯敵軍，以維護臺海對外航運暢通，確保國家安全。」
海軍艦艇兵的新兵訓練中心位於高雄市左營區的海軍左營基地，海軍陸戰隊新兵訓練中心位於屏東縣內埔鄉的龍泉營區。

## 歷史

### 大陸時期
中國國土內有長江、黃河等利於航運之河流，且有京杭大運河等人工運輸線維持國家運作，為了保護這些設施，故熟於水面作戰的水師成立相當久遠，其中有各種不同功能的船艦如補給艦、運兵艦、補水船等，並有專師各種江湖或近海、遠海作戰的戰艦。
然而，這些水師仍然是以木造帆船為主；真正具規模，且以蒸汽動力、鋼鐵造船的近代化海軍則自清朝19世紀中葉後甫建設。
南北洋艦隊時期
近代海軍最初建設的契機是在英法聯軍之役後、太平天國之亂時，清朝得知太平軍可能向國外採購新式砲船，所以清廷緊急自英國購買戰艦，成立阿思本艦隊，但因人謀不臧而計劃失敗；自強運動執行時，曾國藩及左宗棠等人籌備在國內建立新式海軍，物質面來說，成立可造新式艦艇與後膛火炮之江南製造局、福州船政局來建造新武器；人才面則是沈葆楨成立海軍學校船政學堂來培育海軍人才，日後清廷最精銳的海軍武力-北洋艦隊指揮高級將領大多為該校畢業生。然而福州船政局的自建成果在中法戰爭時馬江海戰遭摧殘殆盡，因此自強運動後期新式海軍籌建轉向和國外購艦為主。

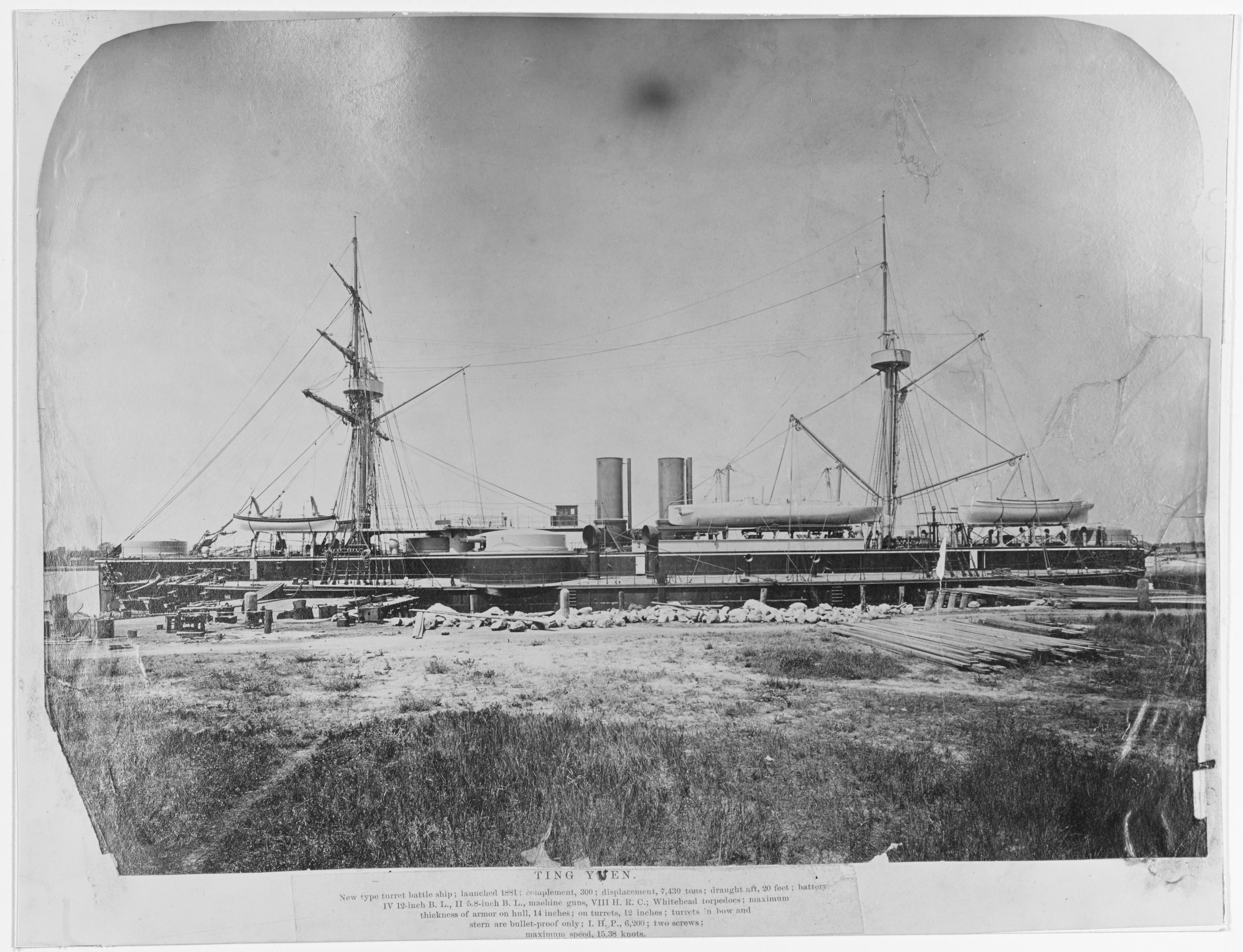
定遠艦、鎮遠艦同為北洋艦隊的主力，也是當時亞洲噸位最大的戰艦

由於清廷經費有限，清廷的新式海軍雖確定分成三支艦隊（北洋艦隊負責山東及以北之黃海、南洋艦隊負責山東以南及長江以外之東海，广东水师則負責福建及南海），主要建軍重點便以有鞏固京畿需要的北洋建軍優先。在北洋建軍全盛期，曾一度聲稱為世界海軍前十強；但清廷在1890年後未能持續更新海軍軍艦及裝備，海軍人才在思想與素養也未足，導致在甲午戰爭時的慘敗。在19世紀末到清朝下臺前，清政府仍努力重振軍備；除繼續向國外採購新艦補充戰力，也將剩餘軍艦改編為巡洋艦隊及長江艦隊。但是在辛亥革命爆發之際海軍軍官多支持革命政府，沒有意願保衛清廷，最後清朝建立的海軍包括器物及教育人才大部分都順利轉移給了中華民國，不少由清廷開辦的海軍學校訓練出的海軍軍官均繼續向易幟後的政府效命。
北洋政府時期
1912年北洋政府設中華民國海軍部，統轄的艦隊有：海軍第一艦隊、海軍第二艦隊、海軍練習艦隊。1926年北洋政府中華民國海軍部統轄的艦隊有：海軍第一艦隊、海軍練習艦隊、渤海舰队（在山東沿海）、东北海防舰队（在遼东半島沿海）
中華民國建立後，海軍艦艇由海軍部指揮；雖然海軍部多度提出擴軍計劃，然而受限於經費不足，加上後續國家爆發延綿日久的軍閥內戰，中華民國海軍發展進入停滯期；同時孫中山領導的國民黨政府以護法運動為號召多度策反北京政府的海軍改幟，更加劇海軍內部的分裂狀態。停滯期間因中華民國參與第一次世界大戰成為勝利國，使得當時海軍獲得第一批戰利艦，但因中國陷入南北內戰，1918年後世界各國決定對中國實施軍武禁運，海軍建軍進入死寂狀態。直到國民革命軍北伐完成，1928年解除禁運，十年建設期間海軍才有較大規模的建艦計劃。
1927年中華民國海軍部撤銷，改立海軍署後，北洋政府統轄的艦隊有：海軍第一艦隊（原东北海防舰队）、海軍第二艦隊（原渤海舰队，同年中華民國海軍第一艦隊司令沈鸿烈合併將兩個艦隊與江防舰队合組為东北海军联合舰队。

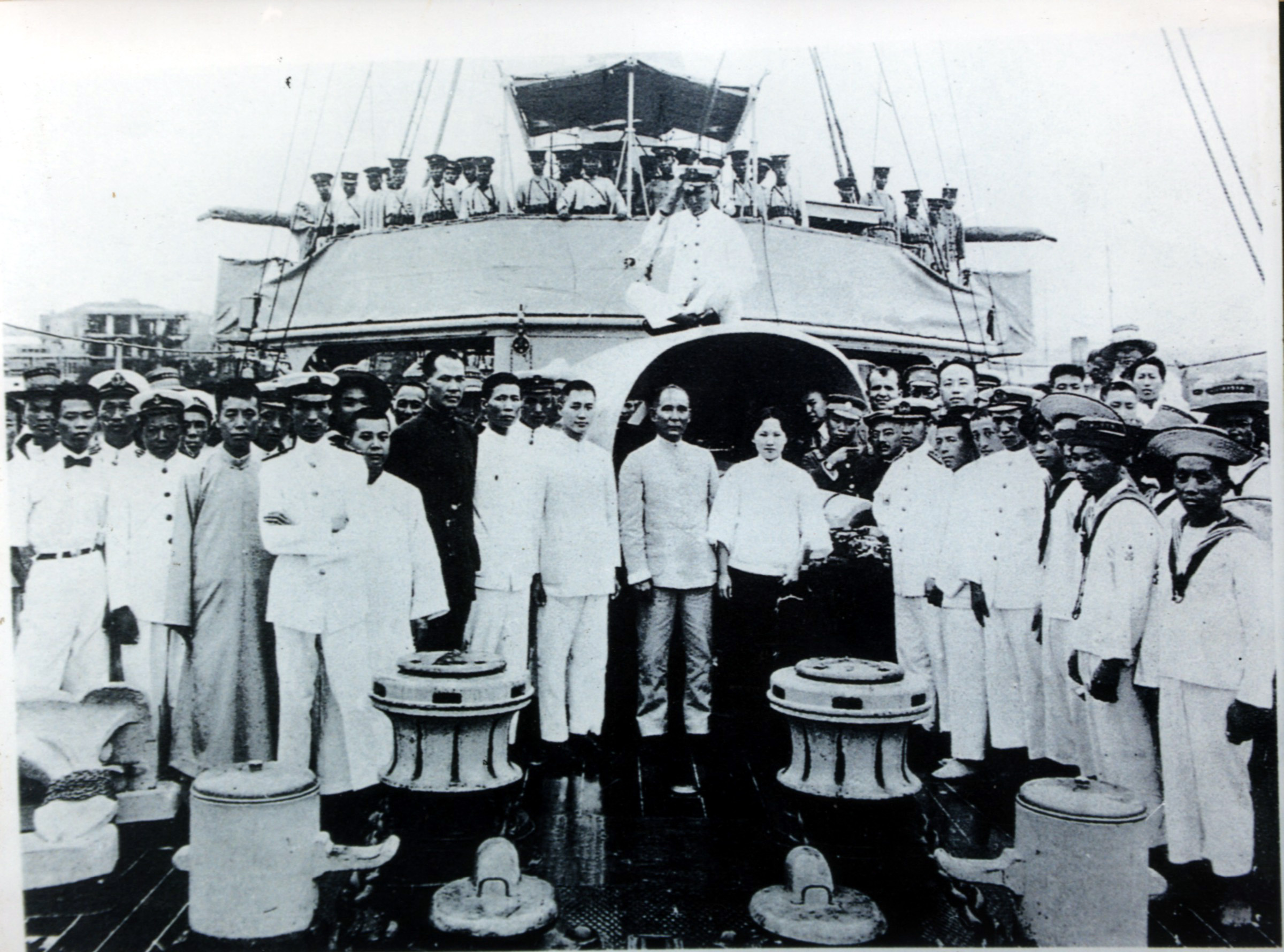
孫中山在永豐號(中山艦)上與船員的合影

於此同時，南方廣州國民政府曾先後有以下艦隊存在：北伐艦隊（1911年中華民國南京臨時政府的海軍艦隊）、廣東艦隊（成立於清朝末年。後1917年護法艦隊來投）、西征艦隊（1927年國民革命軍西征唐生智時組建）。1927年至1928年北伐軍海軍下轄艦隊有：北伐軍海軍第一艦隊、北伐軍海軍練習艦隊、北伐軍海軍魚雷遊擊隊
南京政府至抗戰前

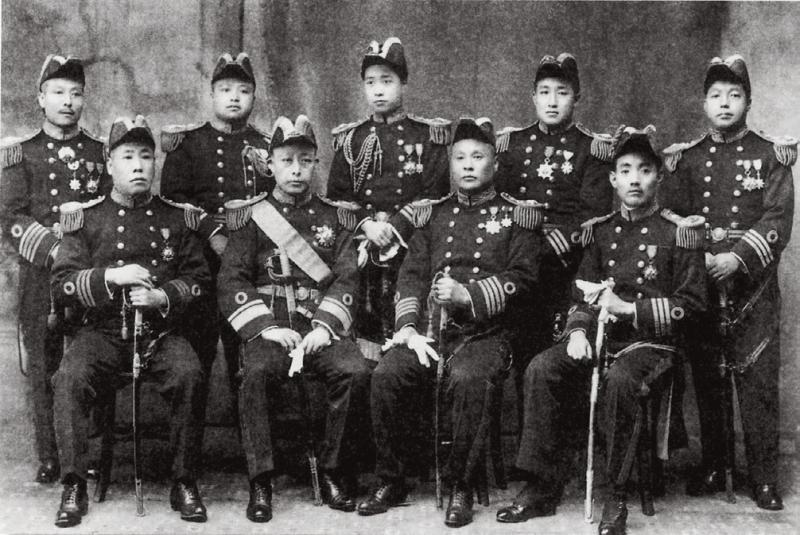
中華民國初期海軍軍官。後排左第二人為許鳳藻

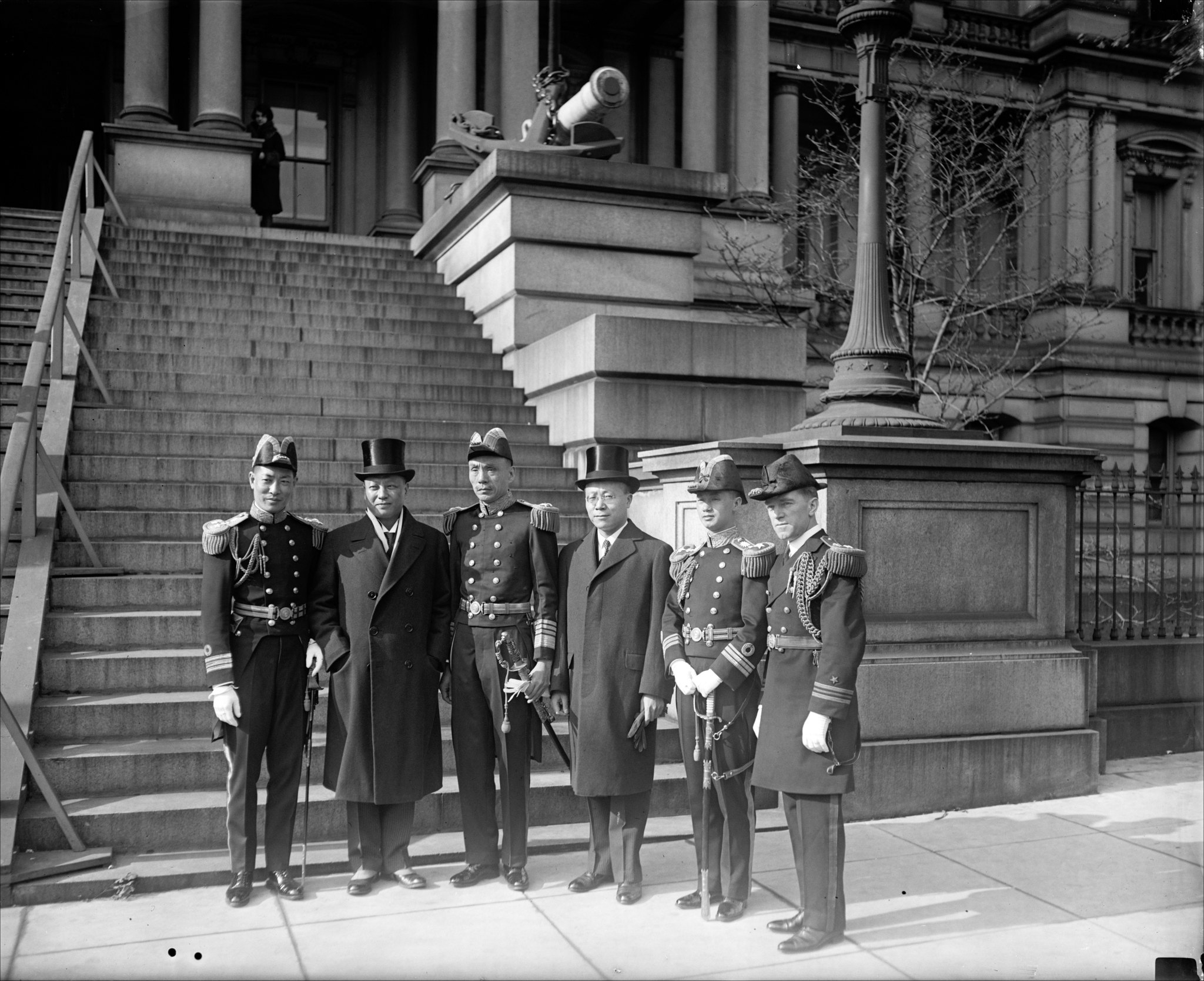
1930年訪問華盛頓的中華民國海軍代表團。

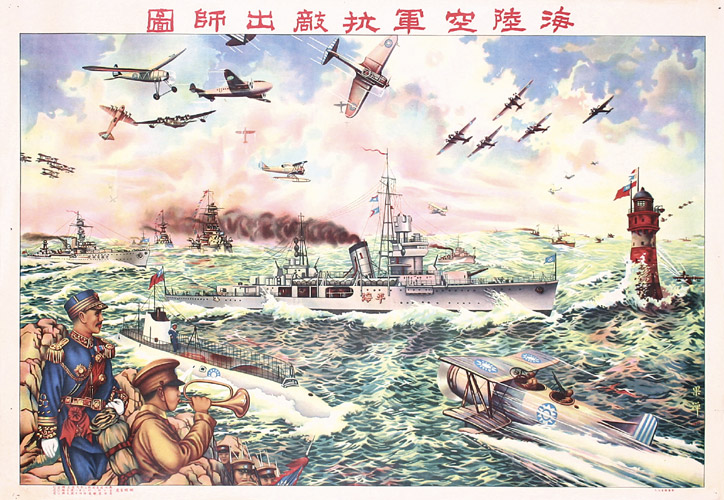
抗戰時期海軍宣傳畫。

早在中華民國建立時，為了持續發展海軍，而成立中華民國海軍署。1928年北伐勝利後，1928年12月1日，國民政府在國民政府行政院軍政部之下設立海軍署，任命陳紹寬中將為署長。該署下置總務處和軍銜、軍務、艦械、教育、海政五司。1929年南京國民政府將海軍署擴建為國民政府海軍部，下設總務廳及軍衡、軍務、艦政、軍械、海政、軍學等六司，並開始培養海軍，但國民政府軍政部轄下也有艦隊。初期艦隊約44艘，排水量3萬餘頓；至抗戰前夕，艦隊增至58艘，5萬餘噸。
1928年中華民國中央海軍下辖：中央海軍第一艦隊、中央海軍第二艦隊、中央海軍練習艦隊、中央海軍魚雷游擊隊、中央海軍巡防隊、中央海軍測量隊；同年東北易幟後，东北海军編為東北第一海防艦隊、東北第二海防艦隊、吉黑江防艦隊
1930年國民政府海軍艦隊再調整為：海軍第一艦隊（隸屬國民政府海軍部）、海軍第二艦隊（隸屬國民政府海軍部）、海軍練習艦隊、海軍巡防艦隊、海軍第三艦隊（原東北海軍，隸屬國民政府行政院軍政部）、粵海艦隊（原廣東艦隊，隸屬國民政府行政院軍政部）。1937年八年抗戰爆發前海軍艦隊再調整為：海軍第一艦隊、海軍第二艦隊、海軍練習艦隊、海軍巡防艦隊、海軍測量隊、海軍第三艦隊（原東北海軍）、海軍廣東江防艦隊（原廣東艦隊）、電雷學校快艇大隊（隸屬電雷學校）
對日抗戰至國共內戰時期
對日抗戰期間的1937年江陰海戰讓中華民國海軍失去全部主力艦隻，1939年中央政府為了節省經費而將海軍部降為中華民國海軍總司令部，而後海軍在日本海軍艦隊攻勢下自沉長江，海岸線的喪失使得海軍僅剩少量炮艦在內河與內湖佈雷，阻撓日軍利用河道將船艦、軍隊及補給深入中國內部。1945年9月1日，軍政部之下設立海軍處，軍政部部長陳誠上將兼任處長，而掌實權的副處長為周憲章少將，審批“海總”的全部公文，辦理海軍有關事宜。抗戰勝利後，中華民國海軍接收日本降艦數十艘，美國也贈與登陸艦20餘艘、護衛艦數艘，使得海軍得以重建。1945年12月，撤銷海軍總司令部，同時將軍政部海軍處擴大為海軍署，由軍政部部長陳誠兼任署長。1946年7月1日海軍署撤銷，改編為中華民國海軍總司令部，隸屬中華民國國防部，陳誠以參謀總長名義掛名海軍總司令。编组为海防舰队（驻青岛）、江防舰队（驻江阴）、运输舰队（驻上海）及8个炮艇队。
1946年10月16日，國民政府正式發表中國駐英國軍事代表團團長桂永清中將為海軍副總司令，代理總司令職。第二次國共內戰於1949年接近尾聲時，部份海軍撤出長江，另有部分閩系海軍官兵因與中央政府長期不和，或因局勢因數，脫離中華民國海軍加入中國人民解放軍海軍。1949年5月，海軍總司令部撤退到臺灣:184，6月起，行政院命令海軍開始執行關閉政策，封鎖中國領海。1950年中華民國政府撤往臺北後，海軍艦隊在多次海戰失利下也分別由舟山群島、海南島撤退，以集中主力防衛臺灣。
1948年至1949年中華民國政府所轄艦隊及各轄艦單位如下（各軍區除外）：海軍海防第一艦隊、海軍海防第二艦隊、海軍海防第三艦隊（1949年成立，1950年撤銷）、海軍登陸艦隊、海軍江防艦隊、海軍訓練艦隊、海軍巡防艇隊、海軍海道測量局、海軍造船廠

### 臺灣時期

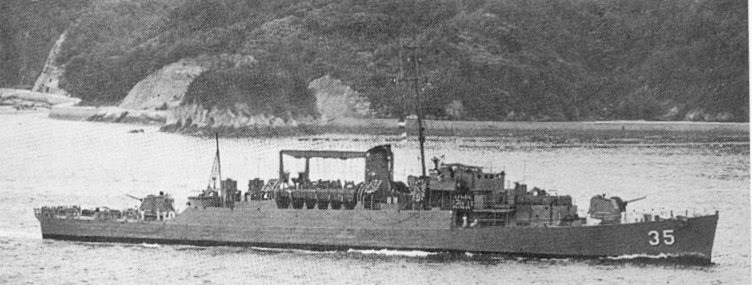
中華民國海軍山字級巡防艦PF-35福山號，攝於1960年

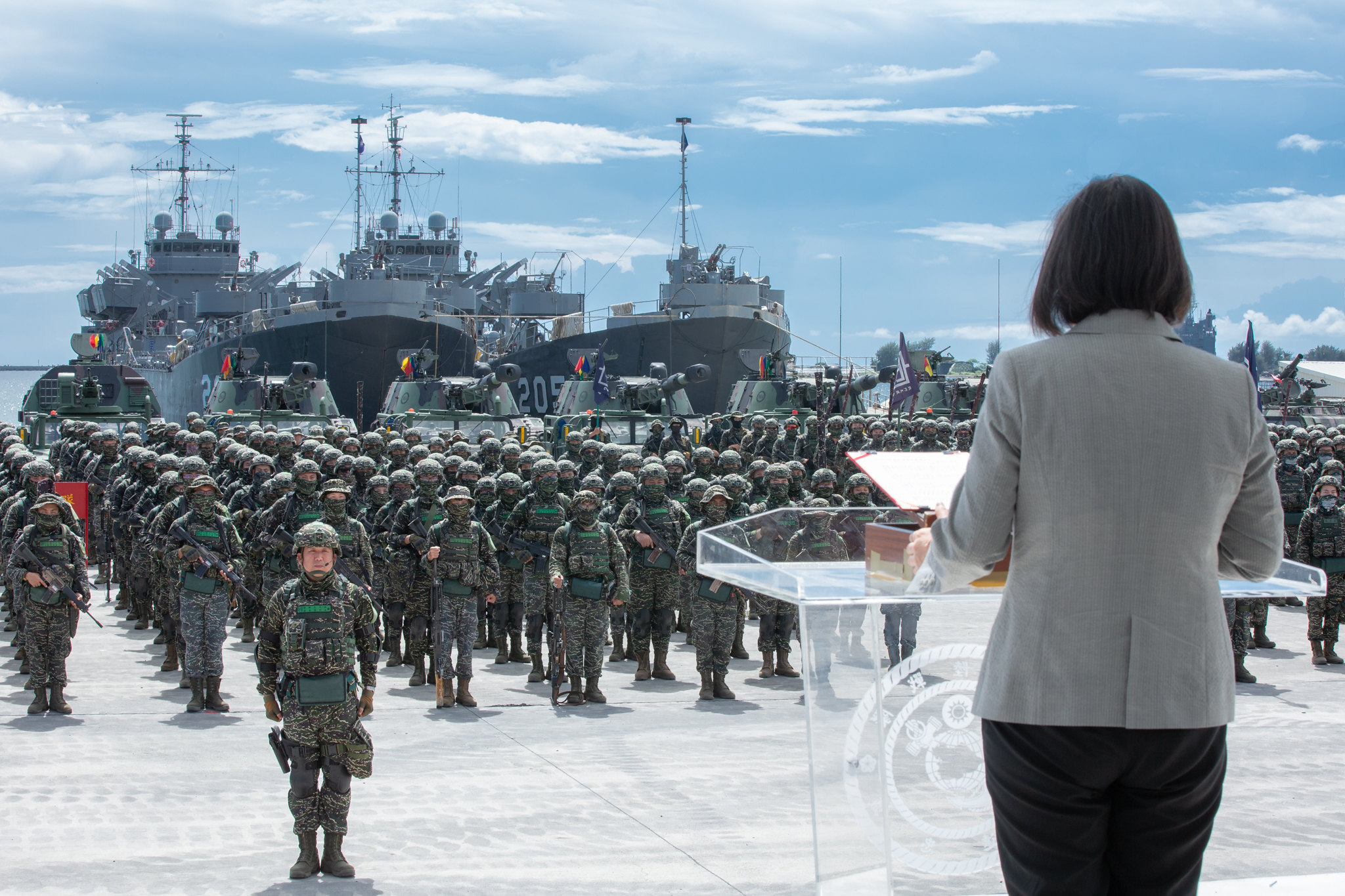
前任中華民國總統蔡英文校閱中華民國海軍陸戰隊

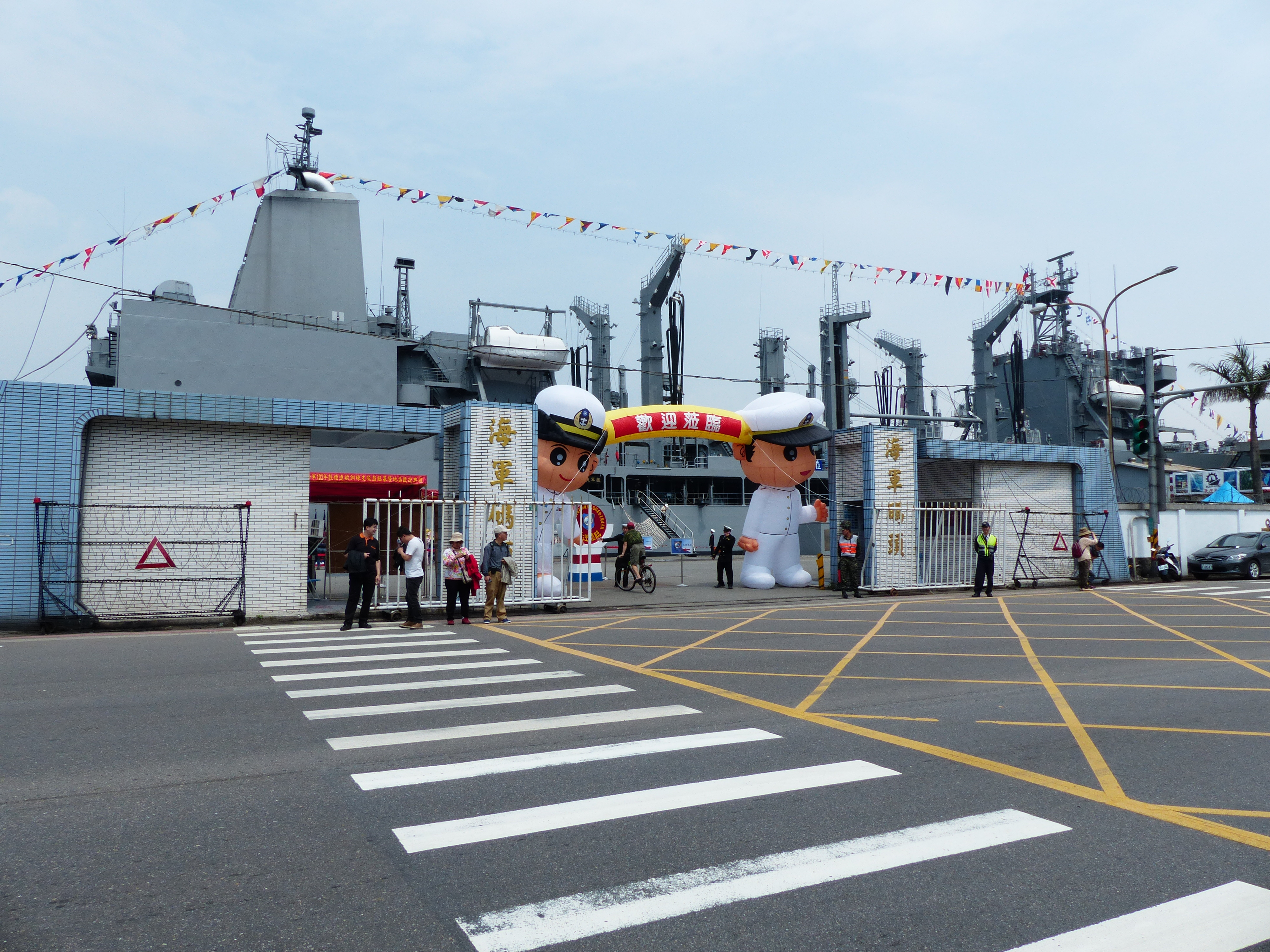
基隆港海軍碼頭

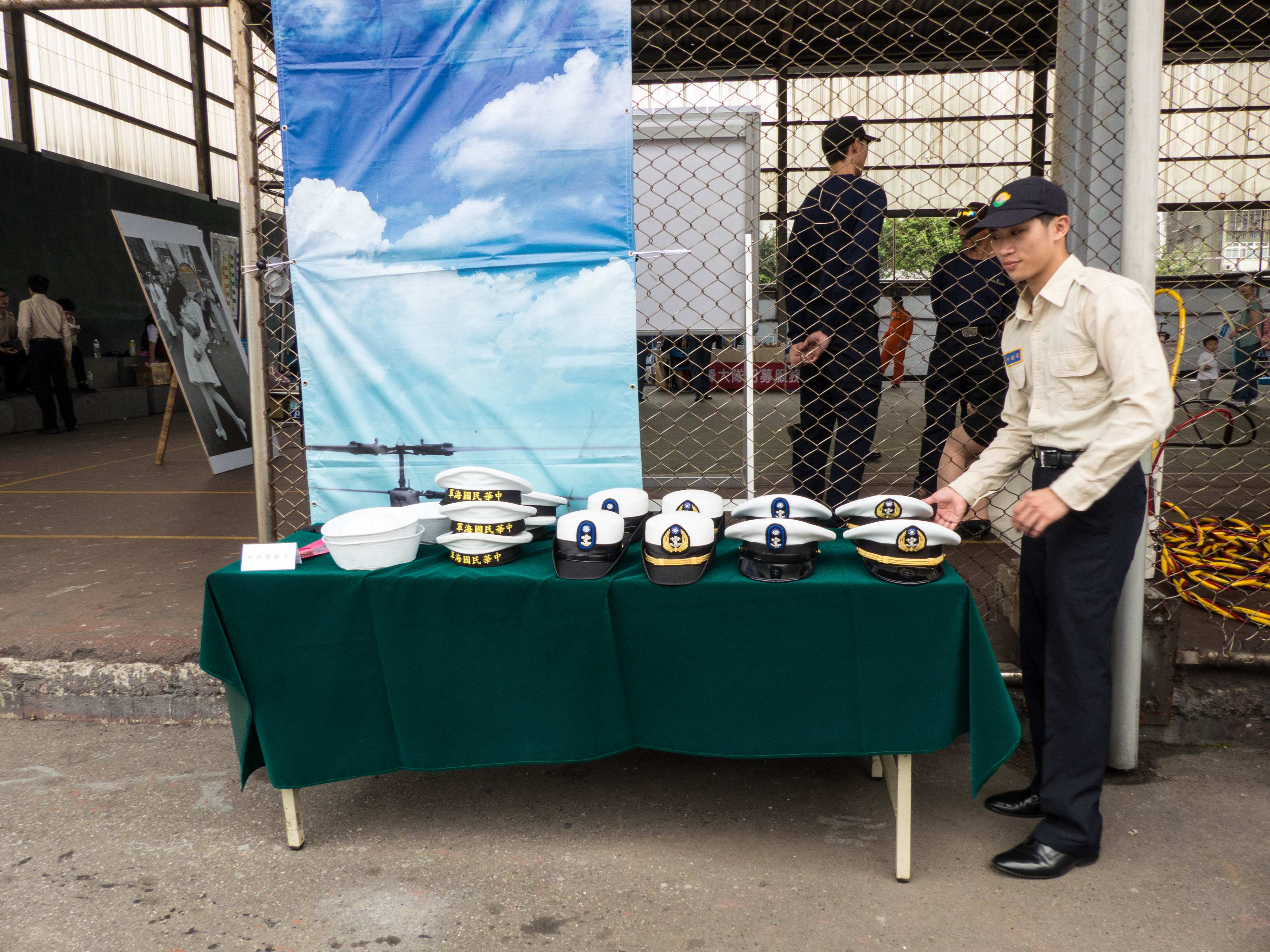
海軍水兵、士官、軍官各式制帽

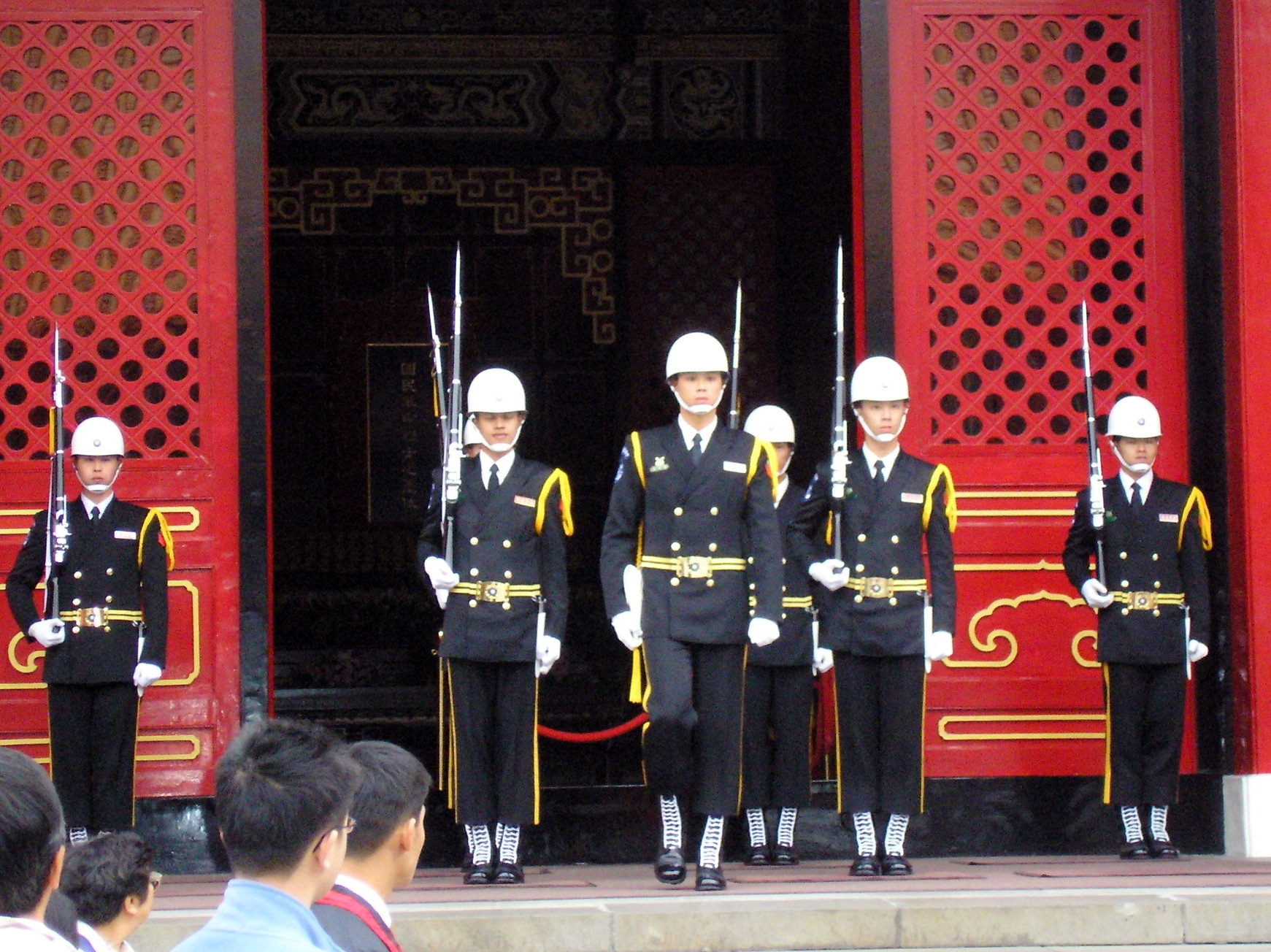
海軍儀隊冬季制服

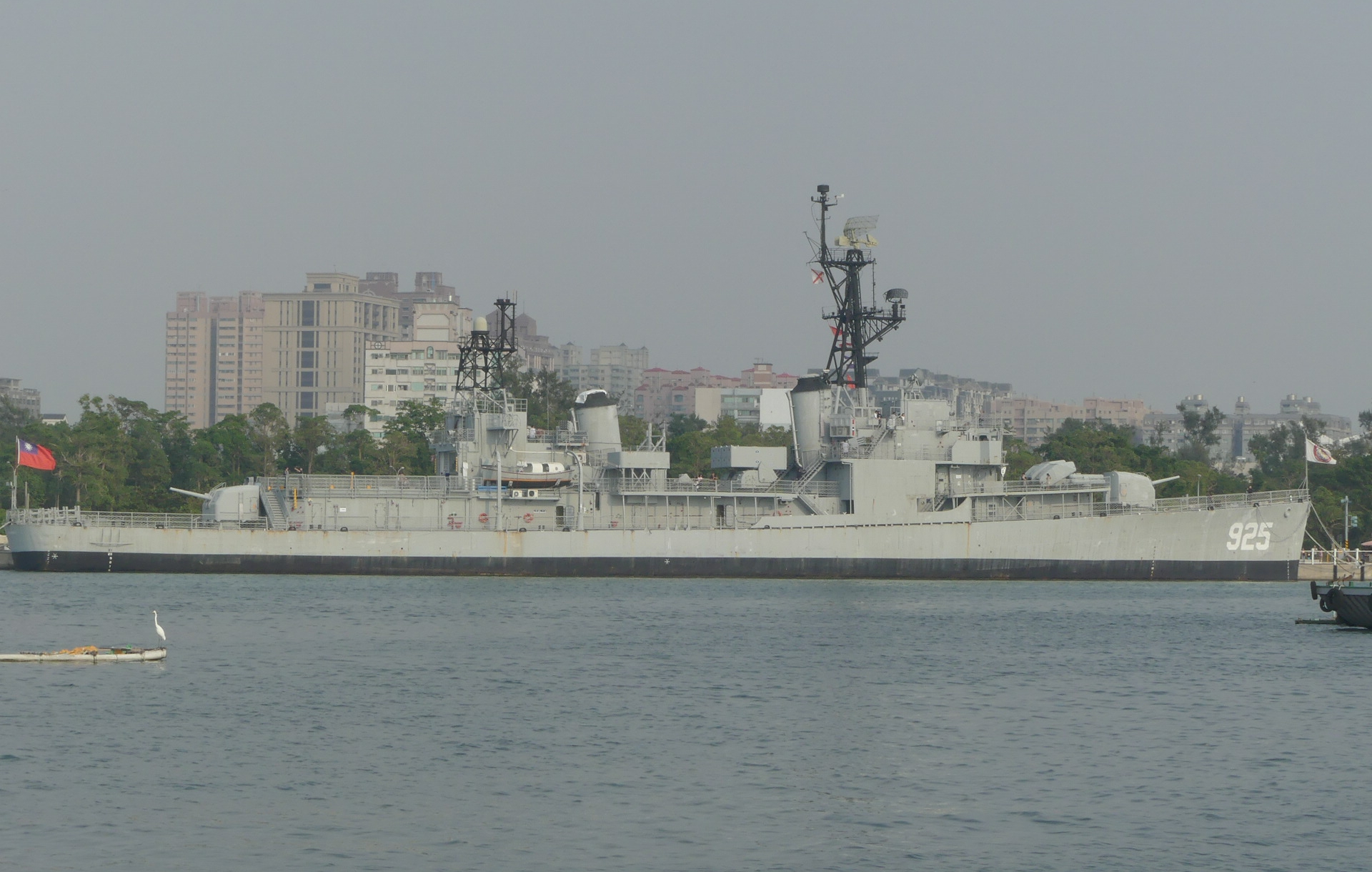
中華民國海軍目前唯一的除役軍艦博物館-德陽號驅逐艦(DDG-925)

1950年2月，中華民國政府將關閉政策下的封鎖海域擴大至中國大陸的全部沿海地帶，封鎖臺灣海峽長達三十年。1952年，中華民國海軍進行改編，成立驅逐、巡防、掃雷、登陸、後勤等艦隊。由於臺灣四面環海，海軍日益重要；所以陸續自美國接收退役軍艦，擴充艦隊，並更新武器系統。
1979年，中華人民共和國突破中華民國對臺灣海峽的封鎖，臺灣海峽復航。1990年代，中華民國海軍因應艦艇老化，引進成功級巡防艦及康定級巡防艦等二代兵力。2002年3月海軍總司令部改稱國防部海軍總司令部，2006年2月16日再依《國防部組織法》規定而改稱國防部海軍司令部。2010年代，海軍提出國艦國造12項造艦計畫等三代艦項目，包含潛艦、軍艦。

## 組織架構

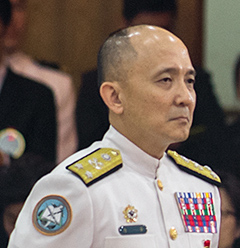
現任海軍司令唐華二級上將

### 编制
- 內部單位（2室、7處）
- 所屬機關
  - 海軍艦隊指揮部（指揮官中將一位、副指揮官少將一位、參謀長少將一位、副參謀長上校三位（作戰、後勤、航空）、政戰主任少將一位、政戰副主任上校一位）
    - 海軍艦隊長（6個艦隊長 少將、6個副艦隊長 上校）
    - 反潛航空指揮部（指揮官 少將、副指揮官 上校）
    - 海軍海鋒第一大隊（大隊長 上校、副大隊長 中校）
    - 海軍海鋒第二大隊（大隊長 上校、副大隊長 中校）
    - 海軍海鋒第三大隊（大隊長 上校、副大隊長 中校）
    - 海上戰術偵蒐大隊（大隊長 上校、副大隊長 中校）
    - 海軍海洋監偵指揮部（指揮官 少將、副指揮官 上校）
    - 海軍金門基地指揮部（指揮官 中校、副指揮官 少校）
    - 海軍馬祖基地指揮部（指揮官 中校）
    - 海軍東引基地指揮部（指揮官 少校）

  - 海軍陸戰隊指揮部（指揮官中將一位、副指揮官少將一位、參謀長少將一位、副參謀長上校二位、政戰主任少將一位、政戰副主任上校一位）
  - 海軍保修指揮部（指揮官少將一位、副指揮官上校一位）
    - 海軍基隆後勤支援指揮部指揮官上校一位
    - 海軍蘇澳後勤支援指揮部指揮官上校一位
    - 海軍左營後勤支援指揮部指揮官少將一位
    - 海軍馬公後勤支援指揮部指揮官上校一位
    - 海軍戰鬥系統工廠廠長少將一位 副廠長上校一位
    - 海軍補給總庫總庫長上校一位

  - 海軍通信系統指揮部（指揮官上校一位、副指揮官中校一位）
    - 海軍左營通信隊
    - 海軍臺北通信隊
    - 海軍蘇澳通信隊
    - 海軍馬公通信隊

  - 海軍教育訓練暨準則發展指揮部（指揮官中將一位、副指揮官少將一位、參謀長上校一位、副參謀長上校二位（海軍一位及陸戰隊一位）、政戰主任上校一位、政戰副主任上校一位）
    - 海軍專長訓練中心指揮官上校一位（原海軍技術學校改編）
    - 海軍陸戰隊專長訓練中心指揮官上校一位（原海軍陸戰隊學校改編）
    - 海軍新兵訓練中心指揮官上校一位
    - 海軍陸戰隊新兵訓練中心指揮官一位上校（陸戰隊）

  - 海軍勤務大隊
  - 海軍大氣海洋局（局長上校一位、副局長中校一位、政戰主任中校一位）
  - 海軍軍官學校（校長少將一位、教育長上校一位、政戰主任上校一位）
- 任務編組
  - 海軍造船發展中心（主任少將一位、副主任上校一位）
  - 南部地區人才招募中心主任上校一位

### 指挥
- 國防部海軍司令部
  - 歷任海軍司令

### 艦隊
- 海軍艦隊指揮部

| 艦隊／戰隊 | 艦隊長／戰隊長    | 駐地               | 主要艦艇 |
| ---------- | ----------------- | ------------------ | --- |
| 一六八艦隊 | 姚樂輝 海軍少將   | 臺灣省宜蘭縣蘇澳港 | - 基隆級驅逐艦 - 濟陽級巡防艦 |
| 一四六艦隊 | 王豫中 海軍少將   | 臺灣省澎湖縣馬公港 | - 成功級巡防艦 - 派里級 |
| 一二四艦隊 | 劉岱瑞 海軍少將   | 高雄左營港         | - 康定級巡防艦 |
| 一三一艦隊 | 劉勝山 海軍少將   | 臺灣省基隆港       | - 錦江級巡邏艦 - 沱江級巡邏艦 - 光華六號飛彈快艇 |
| 一五一艦隊 | 魏義文 海軍少將   | 高雄左營港         | - 中海級戰車登陸艦 - 中和級戰車登陸艦 - 高雄號兩棲指揮艦 - 旭海號船塢登陸艦 - 玉山級船塢運輸艦 - LCM機械化登陸艇 - LCU通用登陸艇 - 武夷號油彈補給艦 - 磐石號油彈補給艦 |
| 一九二艦隊 | 陳明峰 海軍少將   | 高雄左營港         | - 永豐級獵雷艦 - 永靖級獵雷艦 - 快速佈雷艇 - 達觀號海洋測量艦 - 大湖級救難艦 - 大同級遠洋拖船 - 大武級救難艦                                                           |
| 二五六戰隊 | 王田耀宗 海軍少將 | 高雄左營港         | - 茄比級潛艦 - 劍龍級潛艦 - 海鯤級潛艦 |

### 兵力
- 總兵力：41,000 人
- 海軍艦隊指揮部：31,000 人
- 海軍陸戰隊指揮部：10,000 人

### 新兵訓練中心
- 高雄市左營區 海軍新兵訓練中心
- 屏東縣內埔鄉 海軍陸戰隊新兵訓練中心

### 教育訓練機構
- 高雄市左營區 海軍軍官學校校長一位少將
- 高雄市左營區 海軍技術學校校長一位上校
- 高雄市左營區 海軍陸戰隊學校校長一位上校（海軍教準部副指揮官兼任）

### 海軍兵科
- 戰鬥軍官官科：海軍不分科、海軍陸戰隊
- 戰鬥支援軍官官科：補給、工程、測量、通信、政戰、軍法、軍醫、行政、財務、航空
- 士官長兵科：補給、工程、測量、電信、雷達、政戰、軍法、軍醫、行政、財務、航空、海軍陸戰隊
- 海軍艦艇士官、士兵兵科：
  - 兵器兵科：魚雷、水雷、飛彈、砲械、聲納、射控
  - 輪機兵科：油（汽）機、損管、鍋爐、油水管理、機械、水中機械、電機、電系、工程
  - 航海兵科：航海、帆纜、氣象、測量
  - 通信兵科：電子、電戰、譯電、無線電、有線電信、信號、雷達
  - 行政兵科：照相、行政、駕駛、軍樂、印刷
  - 補給兵科：補給、食勤、事務
  - 其他兵科：政戰、醫務、軍法、航空
- 海軍陸戰隊士官、士兵：詳見中華民國海軍陸戰隊
- 備註：士官長的兵科跟軍官的一樣；其中後勤、軍醫、軍法、財務（主計）、政戰兵科由專屬官校培育，畢業分配至各軍種。
- 將官仍分官科，著夏季軍常服時，肩章以上為官科、下為海錨為代表。軍官的技術勤務官科和政戰官科，軍常服上可明顯看出官科圖章；海軍本軍專長，以國徽為官科圖章。
- 海軍陸戰隊體系所屬士官、軍官所有兵科均配掛陸戰隊徽，例：海軍陸戰隊裡面的政戰官科，著軍常服時以配掛海軍陸戰隊徽為主。

## 標誌與佩章

### 軍徽
- 青天白日國徽象徵效忠中華民國，保護國土與領海之意涵。
- 國花梅花象徵克服惡劣環境、堅忍不拔之精神，代表國軍軍人有克服自然堅忍不拔之毅力，為救國戰勝一切的本能，贏得最後之勝利。
- 嘉禾代表祥瑞及豐收戰果之意。
- 雙船錨代表海軍艦隊及陸戰隊，雙錨交叉為海軍同舟共濟、團結合作。

### 旗幟

海軍旗
艦艏旗
北洋政府時期的艦艏旗
海軍司令旗
海軍一級上將旗
海軍二級上將旗
海軍中將旗
海軍少將旗
海軍上校旗
海軍資深軍官旗
海軍戰隊長旗
海軍當值旗
海軍海道測量旗
海軍長旒

1911年，中華民國海軍在九江首義時，即已換升青天白日滿地紅旗為海軍旗。1912年1月3日，中華民國各省代表會及臨時參議院議決：以五色旗為國旗（取五族共和之意），以青天白日滿地紅旗為海軍旗。6月8日，中華民國臨時大總統袁世凱公佈參議院議決，以五色旗為國旗，並頒佈海陸軍旗式。11月7日，袁世凱頒行「海軍旗章條列」，明定五色旗為艦首旗、青天白日滿地紅旗為海軍旗。1921年5月5日，孫中山就任中華民國非常大總統，公佈以青天白日滿地紅旗為國旗。1927年3月14日，北洋政府海軍投向國民革命軍，所轄各艦改懸青天白日旗幟為艦首旗。1928年11月2日，國民政府第五次國務會議議決：制定「中華民國國徽國旗法」，以青天白日為國徽，青天白日滿地紅旗為國旗。12月17日公佈實施，海軍旗未變，仍與國旗同式。1929年12月20日，國民政府明定海軍旗與國旗同式，艦首旗為青天白日旗至今。
中華民國海軍軍艦於上午8時至日沒停泊時，懸掛國旗（海軍旗）於艦尾旗桿及艦首旗於艦首旗桿，且同時升降。遇他國軍艦出、入港時，若在上午8時以前日沒以後，亦懸掛國旗（海軍旗）。中華民國總統登艦時，雙桅艦懸掛中華民國統帥旗於主桅頂，單桅艦懸於桅頂，乘汽艇或舢舨時，懸掛於汽艇或舢舨之首。中華民國國防部部長、參謀總長登艦時，雙桅艦懸掛其官職旗於主桅頂，單桅艦懸於桅頂，乘汽艇或舢舨時，懸於汽艇或舢舨之首。中華民國海軍司令及海軍上將登雙桅軍艦時，懸其官職（官階）旗於主桅頂，中將以下海軍將官及海軍戰隊長登軍艦時，其官階旗及海軍戰隊長旗懸於前桅頂。

### 中華民國海軍階級章

#### 軍官
| 北约代碼 | OF-10                               | OF-9                      | OF-9                 | OF-8                  | OF-7                  | OF-6                            | OF-5             | OF-4               | OF-3                          | OF-2                | OF-1                             | OF-1            |
| -------- | ----------------------------------- | ------------------------- | -------------------- | --------------------- | --------------------- | ------------------------------- | ---------------- | ------------------ | ----------------------------- | ------------------- | -------------------------------- | --------------- |
| 階級標示 | 已廢止                              |                           |                      |                       |                       |                                 |                  |                    |                               |                     |                                  |                 |
| 軍階     | 特級上將 （General, Special-Class） | 一級上將 （Full Admiral） | 二級上將 （Admiral） | 中將 （Vice Admiral） | 少將 （Rear Admiral） | 代將 （Commodore） 於1956年廢止 | 上校 （Captain） | 中校 （Commander） | 少校 （Lieutenant Commander） | 上尉 （Lieutenant） | 中尉 （Lieutenant Junior Grade） | 少尉 （Ensign） |

#### 士官與士兵
| 北约代碼 | OR-9                                          | OR-8                                           | OR-7                                          | OR-6                             | OR-6                              | OR-5                               | OR-4                              | OR-3                        | OR-2                         | OR-1             |
| -------- | --------------------------------------------- | ---------------------------------------------- | --------------------------------------------- | -------------------------------- | --------------------------------- | ---------------------------------- | --------------------------------- | --------------------------- | ---------------------------- | ---------------- |
| 階級標示 |                                               |                                                |                                               |                                  |                                   |                                    |                                   |                             |                              |                  |
| 軍階     | 一等士官長（First class chief petty officer） | 二等士官長（Second class chief petty officer） | 三等士官長（Third class chief petty officer） | 資深上士（Senior Petty officer） | 上士（Petty officer first class） | 中士（Petty officer second class） | 下士（Petty officer third class） | 上等兵（Seaman specialist） | 一等兵（Seaman first class） | 二等兵（Seaman） |

- 海軍上士於上士階級服役滿十年未升士官長則成為資深上士。
- 現行的中華民國海軍軍階與其他軍種統一由《陸海空軍軍官任官條例》規範。該法規將軍官分為將官、校官、尉官共3官等10官階；士官分為6個官階（資深上士為海軍獨有，且仍屬於上士並非獨立的單一階級）；而士兵則分為3個等級。值得注意的是，中華民國國軍曾經出現特級上將作為陸、海、空軍最高軍事長官，但已於2000年11月1日廢止；另外，在承平時期，二級上將立下特殊功勳才得以晉升一級上將，國軍承平時期最後一位晉升四星一級上將為沈一鳴空軍一級上將。

### 帽徽與帽飾
海軍軍官、士官長大盤帽帽徽（上士大盤帽的帽徽為藍邊橢圓形無嘉禾）

海軍一等士官長、中校以上高級軍官之帽飾

## 主要武器裝備
海軍主要武器裝備以主作戰艦、輔戰艦、潛艦、陸戰隊、空中等「核心戰力」為主。

### 飛行器
- 海軍航空大隊：

自2013年7月1日起，海軍固定翼反潛巡邏機移交中華民國空軍體系，海軍航空指揮部也在同一天降編為海軍反潛航空大隊。
| 航空器               | 來源 | 類型                 | 版本             | 服役 | 備註                             |
| -------------------- | ---- | -------------------- | ---------------- | ---- | -------------------------------- |
| SH-60海鷹直升機      | 美国 | 海軍效用／反潛直升機 | S-70C(M)-1/2海鷹 | 17   | 輸出訂購21架，折損4架。          |
| MD 500防衛者式直昇機 | 美国 | 反潛直升機           | 500MD/ASW        | 9    | 輸出訂購12架，折損4架，修復1架。 |

- 海上戰術偵蒐大隊：

| 航空器         | 來源     | 類型       | 版本       | 服役 | 備註 |
| -------------- | -------- | ---------- | ---------- | ---- | --- |
| 銳鳶無人機     | 中華民國 | 中型無人機 | 中翔二號   | 26   | 32架，折損6架，原隸屬於中華民國陸軍航特部戰術偵搜大隊， 自2017年9月1日起改隸屬中華民國海軍海軍艦隊指揮部海上戰術偵蒐大隊。 負責情報偵蒐、戰場監控、目標搜尋及戰損評估、不對稱作戰與提供天然災害救災資訊為主。 |
| 勁蜂攻擊無人機 | 中華民國 | 遊蕩彈藥   | 巡飛彈一型 | 不明 | 中科院航空所長葉嘉範稱海軍正在測試此型無人機。。 |

### 海軍陸戰隊軍備
- 輕兵器、車輛、火炮、飛彈、直升機

## 造艦計劃及建造與採購計畫

### 12項造艦計劃
- 海昌計畫（海鯤級潛艦）
- 鴻運計畫（玉山級兩棲船塢運輸艦）
- 震海計劃（新一代巡防艦）
- 承海計畫（沱江級量產型）
- 安海計畫（大武級救難艦）
- 永捷計畫（快速布雷艇）
- 迅能計劃（多功能人員運輸艦）
- 震平計畫（兩棲直升機船塢運輸艦）
- 新型海洋測量艦
- 新式港勤拖船
- 新一代主戰艦
- 海軍陸戰隊特種作戰裝備

### 採購中（預算編列年度）
- 海鯤級潛艦（2019－2029年）原型艦1艘（海試中）[14][15]
- 海鯤級潛艦（2025－2038年）後續艦7艘[15]
- 輕型巡防艦原型艦2艘（2022－2026年）（建造中）[16]
- 沱江級巡邏艦第二批次（2024－2026年）（5艘建造中）[17]
- FIM-92刺針肩射式防空飛彈（2017年－2031年）[15]
- 76快砲籌獲（2025年－2034年）採購16門快砲及零附件[18]
- 方陣快砲（2017年－2025年）新購13座Block1B、性能提升8座Block1B[19]
- 新式港勤拖船（2020年－2029年）規劃購置3,200匹以上馬力拖船預計7艘，計畫投入新台幣9.68億元[20]。
- 康定級巡防艦戰鬥系統性能提升（2022年－2030年）431億5990萬元預算。[21]
- 劍龍級潛艦戰鬥系統性能提升（2018年－2027年）74億1254萬元預算。[15][22]
- （永捷二號）快速布雷艇後續艇6艘（2025－2027年）[23]
- 海軍新建浮塢（2017年－2027年）（建造中）[24]
- 魚叉海岸防禦系統（2021年－2030年）包括400枚RGM-84L-4飛彈實彈、4枚RTM-84L-4訓練彈、411個飛彈集裝箱、100輛岸置型魚叉飛彈系統發射載具、25輛雷達卡車[25]。
- 慧龍號無人潛艦（已下水）編列36億6千多萬元預算研發[26]。
- 威海計畫（2006年－2032年）左營二港口興建工程[27]
- 「陸用監偵型無人機」（2024年－2028年）48套，其中包含48套導控裝置，以及96架飛行載具，總預算約24億餘元[28][29]。
- 「艦載型監偵無人機」（2024年－2025年）8套，包含8套導控系統、16架飛行載具及4套飛行模擬套件[28][29]。

### 計畫中
- 「神鷹3號」，預計2026年採購12架 MH-60R海鷹反潛直升機。[30]
- 6,000噸級以上「新一代飛彈巡防艦」，預計2025年合約設計丶2026年建造原型艦[31]
- 潛艦救難船，海軍規劃以101億元籌建「潛艦救難船」1艘[32]
- 大武級救難艦後續艦5艘[33]
- 玉山級船塢運輸艦後續艦（2號艦含以後）
- 磐石油彈補給艦二號艦（禎祥二號）
- （迅能計畫）多功能人員運輸艦預計11艘
- （震平計畫）兩棲直升機船塢登陸艦（LHD）
- 新型海洋測量艦預計2艘
- 海軍陸戰隊採購「105公厘輪型戰車」60輛（2024年－2036年）[34]。
- 無人偵獵雷載具 [35]
- 攻擊型無人機[36]

## 主要靠泊港口
- 左營港（左營軍港，在海軍左營基地內）
- 馬公港（測天島軍港，在海軍馬公基地內）

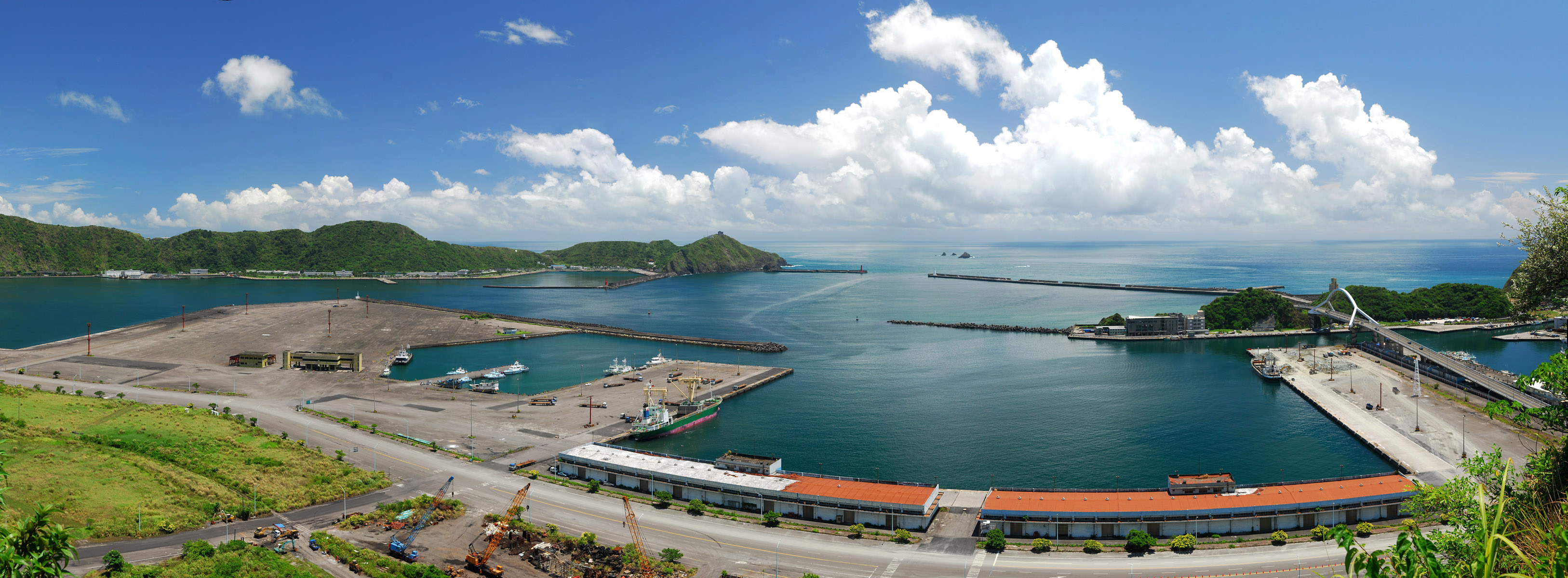
蘇澳港全景，圖中右側可以見到南方澳大橋

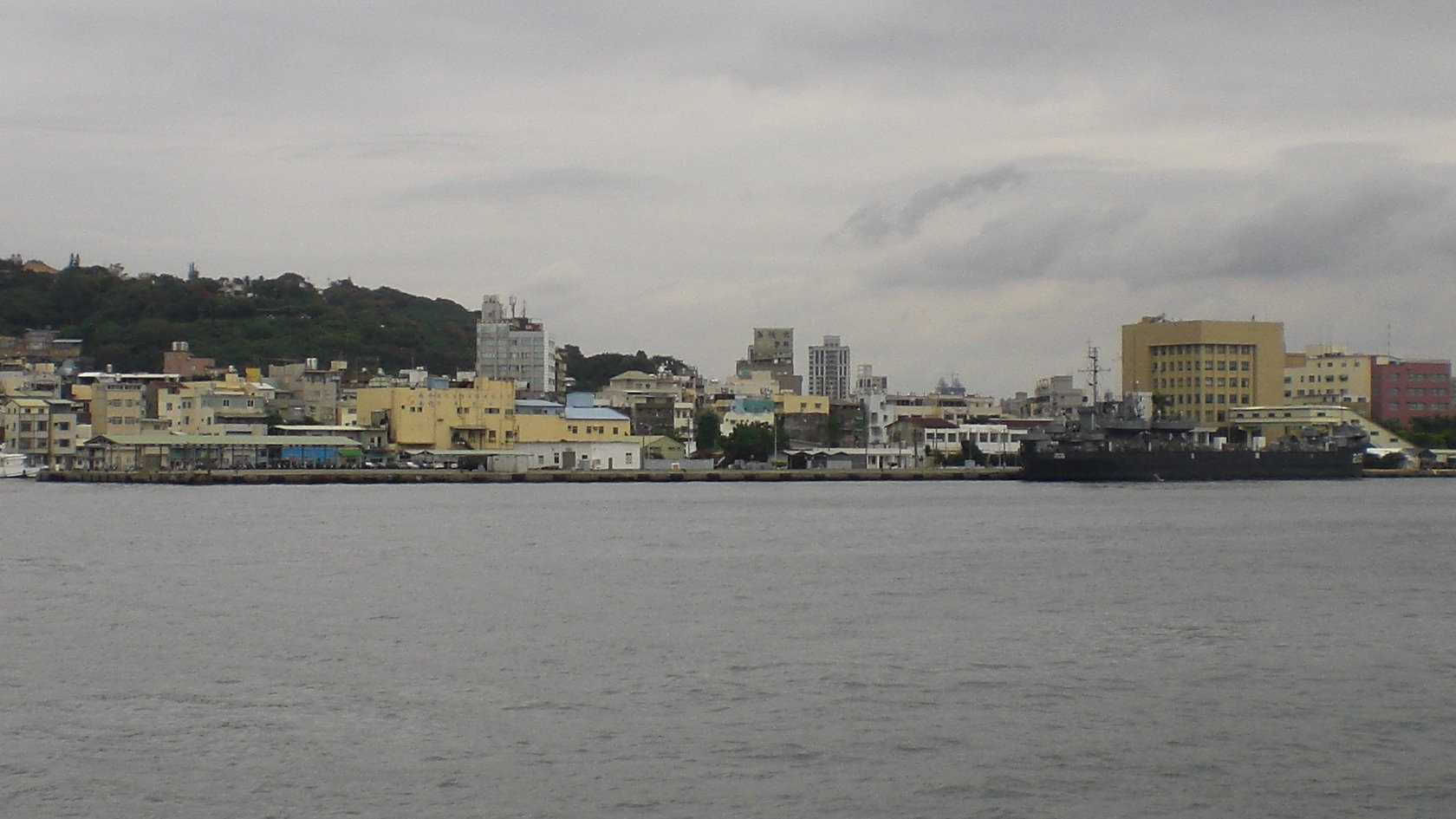
海軍新濱營區

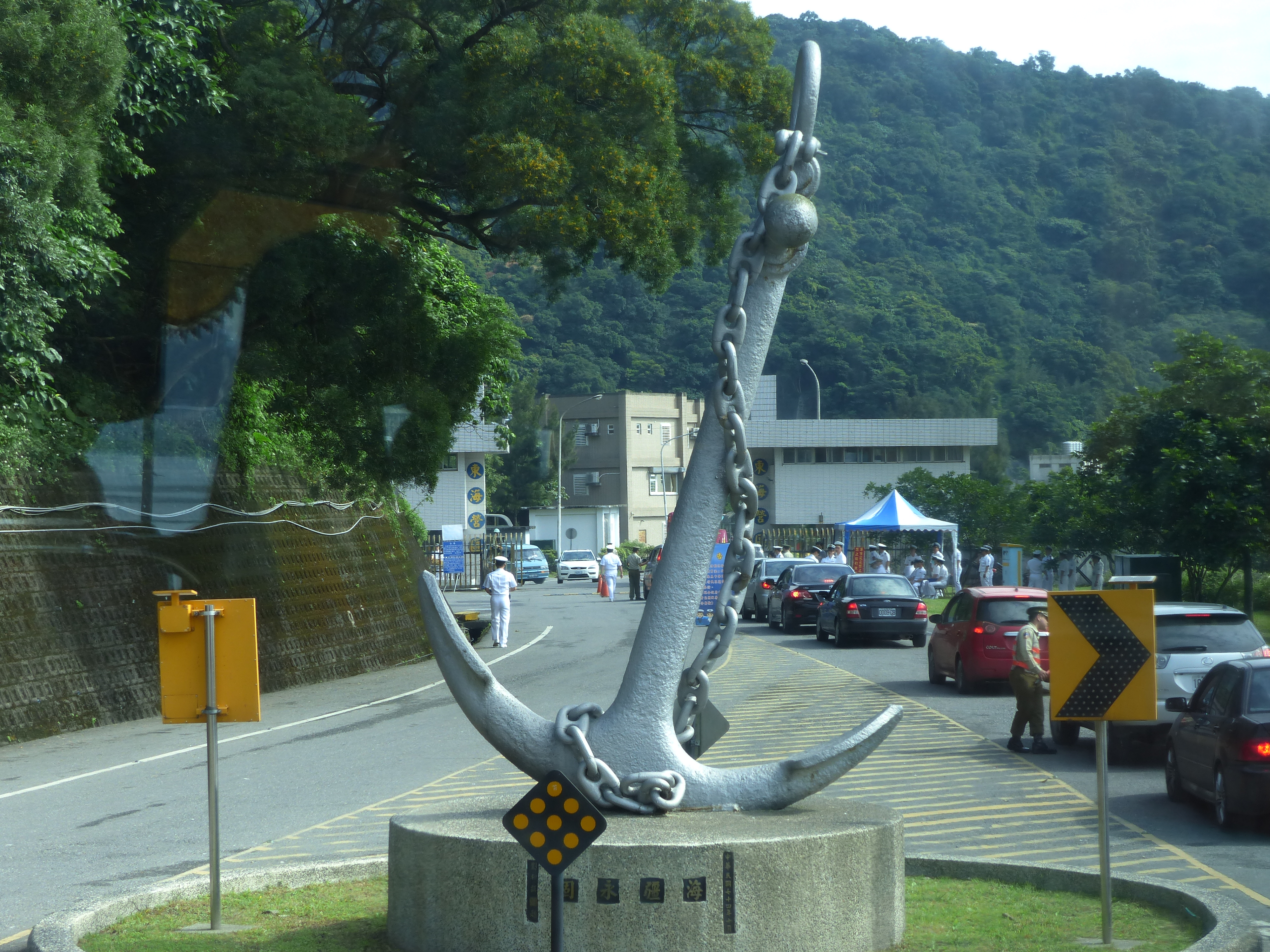
中正軍港營區入口前的山型錨，礎基1985年10月劉和謙題。

- 基隆港（東五碼頭為主，財政部關務署基隆關附近碼頭為輔）
- 蘇澳港（中正軍港，在海軍中正基地內）
- 高雄港（海軍新濱營區與海軍旗津營區內）

除左營港為軍艦專用港外，其餘皆為軍民共用港。

## 維修基地
- 保修指揮部
  - 海軍左營後勤支援指揮部（左支部）主要位於左營港南岸，是海軍修船能量最大的船廠，於水星碼頭亦有乾塢。原海四廠已併入左支部。
  - 海軍馬公後勤支援指揮部（馬支部）位於海軍馬公基地測天島東側。
  - 海軍基隆後勤支援指揮部（基支部）位於基隆港。
  - 海軍蘇澳後勤支援指揮部（蘇支部）位於蘇澳港。
  - 海軍戰鬥系統工廠位於左營港南側，為海軍戰鬥系統裝備維修母廠，於海軍各基地設有維修站。

## 参閲
- 中華民國海軍軍官學校
- 中国水军史
  - 北洋海军
  - 中国人民解放军海军
- 海軍艦隊指揮部
- 敦睦艦隊
- 美國對臺軍售列表

## 外部連結
- 中華民國海軍官方網站（页面存档备份，存于）
  - 中華民國海軍軍旗圖幟（页面存档备份，存于）（繁體中文）
- 中華民國海軍的instagram
- 98年度中華民國國防報告書（页面存档备份，存于）
- 中國軍艦博物館
- 馬幼垣：〈抗戰期間未能來華的外購艦（页面存档备份，存于）〉。